# Мандра (Хасковская область)
Мандра (болг. Мандра) — село в Болгарии. Находится в Хасковской области, входит в общину Хасково. Население составляет 488 человек.

## Политическая ситуация
В местном кметстве Мандра, в состав которого входит Мандра, должность кмета (старосты) исполняет Недялка Делчева Касабова (Политический клуб «Экогласность») по результатам выборов правления кметства.
Кмет (мэр) общины Хасково — Георги Иванов Иванов (коалиция партий: партия «Родина», демократический союз «Радикалы») по результатам выборов в правление общины.